# جيمس باربر (سياسي)
جيمس باربر هو سياسي أمريكي، ولد في 16 أغسطس 1921 في كولومبيا في الولايات المتحدة، وتوفي في 23 ديسمبر 2001 في ويلمنغتون في الولايات المتحدة. نشط حزبياً في الحزب الديمقراطي. وقد انتخب عضو مجلس نواب بنسيلفانيا ‏.